# Ali Mołłow
Ali Mołłow (bg. Али Моллов; ur. 31 grudnia 1970) – bułgarski zapaśnik walczący w stylu klasycznym. Olimpijczyk z Sydney 2000, gdzie zajął dziewiętnaste miejsce w kategorii 97 kg.
Ośmiokrotny uczestnik mistrzostw świata, trzeci w 2002. Trzykrotny srebrny medalista na mistrzostwach Europy, w 1993, 1999 i 2001 roku.
- Turniej w Sydney 2000

Przegrał z Petru Sudureacem z Rumunii i Mikaelem Ljungbergiem ze Szwecji i odpadł z turnieju.